# GRRRR
Cet article possède des paronymes, voir Grr et Grrr.
Singles de David Guetta
Sexy Bitch
(2009) One Love
(2009)
Pistes de Fuck Me I'm Famous - Ibiza Mix 2009
Where Is The Love Cyan
GRRRR est une chanson house instrumentale du DJ français David Guetta. Il s'agit de l'unique single issue de la compilation de Guetta Fuck Me I'm Famous - Ibiza Mix 2009 et qui apparait aussi dans l'édition deluxe de One Love, appelée One More Love.

## Production
Alors que David était à l'apogée de sa carrière en tant que DJ/producteur l'un des plus reconnus de la planète, et était en train de combler sa passion pour la Dance music, il décide alors de retourner vers des pistes plus club underground et un nouveau choix de composition. GRRRR - nous renvoie de nouveau vers le milieu du dark and sweaty dancefloor comme David l'aime.
Lors d'une collaboration en studio avec Mark Knight et Funkagenda, David passe à Mark une copie de sa nouvelle piste, GRRRR qui fut rapidement écoutée par le label de Knight, Toolroom, pour une sortie estivale exclusive. David savait que GRRRR serait une chanson parfaite pour représenter le son de Toolroom qui est au cœur de la scène house britannique.

## Formats et liste des pistes
1. GRRRR (Original Club Mix)

## Classements par pays
| Classement (2009)               | Meilleure position |
| ------------------------------- | ------------------ |
| Belgique (Ultratop 50 Flandres) | 8                  |
| Belgique (Ultratop 40 Wallonie) | 4                  |
| Royaume-Uni Classement single   | 88                 |